# Peder Andersen
Peder Andersen, auch Peder Nordmand genannt (* vermutlich in Norwegen; † 18. Mai 1694 in Kopenhagen) war ein dänischer Maler des Barock.

## Leben
Wer seine Eltern waren, ist nicht bekannt, sie stammten aber vermutlich aus Norwegen. Über den Gang der künstlerischen Ausbildung Andersens ist wenig bekannt. Er war in den 1660er Jahren ein Schüler der in Norwegen geborenen Maler Michael und Lambert van Haven. Im Jahr 1668 reiste Andersen gemeinsam mit Lambert van Haven zunächst nach Venedig und im folgenden Jahr weiter nach Rom. Während Van Haven Ende 1670 Rom verließ, blieb Andersen dort, um die vom König in Auftrag gegebenen Gemälde zu überwachen und seine Studien fortzusetzen. Mehr als hundert Ölskizzen, die während dieses Aufenthalts entstanden, können Andersen mit hoher Sicherheit zugeschrieben werden. Ende 1672 kehrte er nach Kopenhagen zurück und war möglicherweise als Schüler von Abraham Wuchters tätig. 1681 wird er in den königlichen Kammerberichten als Angestellter des Königshofes erwähnt. In den Jahren 1681 bis 1682 befand er sich wahrscheinlich in Holland. Neben seiner Tätigkeit als Maler war er auch eine Art Kunstkommissionär, der auf einer Auktion 1683 für den Hof Bilder von Abraham Wuchters oder Toussaint Gelton erwarb.
Andreas Røder schrieb 1907: „[…] es scheint, daß er im Anschlusse an die holländische Schule in Dänemark (Karl van Mander d. J. und Abr. Wuchters) ausgebildet wurde.“ Als Kunstmaler wurde er um 1680 vom Dänischen Hof verpflichtet und am 14. März 1683 von Christian V. zum Hofmaler ernannt. Sein Hauptbetätigungsfeld war die Ausgestaltung von Schloss Frederiksborg. Er fertigt aber auch Kartons, die von Berent van der Eichen und seinem Bruder als Vorlagen für die von ihnen gewebten Tapeten im Rittersaal von Schloss Rosenborg nutzten. Hinrich Krock und Magnus Berg (ab 1690) waren seine Schüler.
Andersen war zweimal verheiratet:
- 3. Januar 1685 mit Christina Cathrine Schrøder (gestorben Januar 1692)
- 1693 mit Dorothea Marie Sørensdatter (geboren um 1670), eine Tochter von Søren Jensen und Sophie Rothkesdatter Holst.

Andersen wurde bei der St. Petri Kirke Kopenhagen beigesetzt.

## Werke (Auswahl)
- Der Zinsgroschen (Skattens Mønt, Königliche Sammlung)
- 1684: Engel mit Zepter (Engle med Scepter, Schloss Frederiksborg)
- 1684: Schwert und Reichssäbel (Sværd og Rigsæble, Schloss Frederiksborg)
- Salbung von König Christian V.
- Christian V. thronend zwischen Justitia und Pietas
- Porträt Niels Juel
- Porträt Michael Wibe